# Maram Susli
Maram Susli (en arabe : مرام سوسلي), également connue sous les pseudonymes Mimi al-Laham, PartisanGirl, Syrian Girl et Syrian Sister, est une commentatrice politique et YouTubeuse complotiste australo-syrienne qui diffuse de la propagande, notamment sur la guerre civile syrienne, la politique étrangère des États-Unis au Moyen-Orient et la controverse du Gamergate.
Maram Susli a été invitée sur divers podcasts et médias d'extrême droite et néo-nazis et a tenu des propos négationnistes. Ses prises de position reposent sur diverses théories du complot. Elle défend le régime syrien et Bachar el-Assad. Elle a nié les accusations d'attaques chimiques et de crimes de guerre contre le régime Assad,,,. 
En plus de ses apparitions sur des podcasts et sites Web, Maram Susli est active sur les réseaux sociaux, apparaît dans des talk-shows, sur la chaîne de télévision russe RT et ponctuellement sur diverses chaînes de télévision nationales.

## Biographie
Maram Susli est née à Damas ; sa famille s'est installée en Australie quand elle était enfant,. Elle a étudié la chimie à l'université d'Australie-Occidentale et est titulaire d'un diplôme de biophysique et chimie,.

## Activités médiatiques

### Liens avec l'extrême-droite et les milieux néo-nazis
Elle contribue au site Web complotiste InfoWars et a participé à des émissions en ligne animées par son fondateur, Alex Jones,,,. Elle est apparue dans les émissions animées par le britannique George Galloway, sur Breaking the Set avec Abby Martin, dans un podcast dirigé par le négationniste Ryan Dawson, sur des podcasts animés et hébergés par l'ancien Grand Wizard du Ku Klux Klan, David Duke, pour discuter du sionisme et a été interviewée par le néo-nazi Richard Spencer pour la chaîne YouTube du National Policy Institute, un groupe suprémaciste blanc.

### Autres apparitions médiatiques
Elle apparait essentiellement sur la chaîne de télévision russe RT mais est également apparue sur France 24, sur la chaîne d'information jordanienne Albawaba ainsi que la télévision iranienne Press TV,, et la chaîne de télévision pakistanaise Indus News.

### Prises de positions et déclarations complotistes
Susli a mis en doute le nombre de Juifs tués pendant l'Holocauste. Elle compare les Nazis aux sionistes.
Selon The Daily Beast, Susli a une opinion positive du Hezbollah.
Selon Susli, le nouvel ordre mondial s'oppose au gouvernement syrien. Elle a affirmé que les francs-maçons et les Illuminati collaborent avec les gouvernements des États-Unis et d'Israël, ainsi qu'avec l'OTAN, dans les événements internationaux ; qu'Al-Qaïda et l'État islamique d'Irak et du Levant sont une seule organisation de façade de la Central Intelligence Agency (CIA) ; que le 11 septembre était un complot de l'intérieur,;  qu'Ebola fait peut-être partie du programme d'armes biologiques des États-Unis ; et que le département de la Défense des États-Unis a secrètement manipulé la controverse du Gamergate. Susli a également affirmé que les vidéos de décapitations de prisonniers de l'État islamique étaient fausses
Susli a publié une série de vidéos et de commentaires sur les réseaux sociaux sur sa chaîne YouTube, qui comptait en 2014 plus de 30 000 abonnés et près de 2,5 millions de vues,. Sa première vidéo en tant que « Syrian girl » a été publiée sur le compte de 108Morris108 ; selon The Daily Beast, le titulaire du compte croit en une domination juive mondiale et en un « objectif juif de mélanger toutes les races ».

### Guerre en Syrie
Susli commence à écrire et à parler de la guerre civile syrienne en 2012. L'une de ses vidéos YouTube, Si la Syrie désarme ses armes chimiques, nous perdons la guerre, a été vue 44 720 fois en octobre 2014. Dans une interview à RT avec Abby Martin en 2013, Susli déclare que ce serait une « grave erreur » pour Assad de renoncer aux armes chimiques, et que c'est une chance que le pays en ait et l'autorise,.
Susli déclare qu'Assad n'est pas un tyran et qu'il ne fait que protéger le peuple syrien. Cependant, Susli déclare en interview à InfoWars qu'elle ne peut nier que le gouvernement syrien soit une dictature, qu'il soit corrompu et qu'il n'y avait pas « de raison légitime pour que les gens veuillent créer ce changement », mais elle affirme que le mouvement aurait été « totalement exploité et même pré-planifié par les étrangers, les États-Unis, l'OTAN, essentiellement l'élite mondiale comme vous les appelez ».
Dans une interview accordée à Vice en 2014, elle a déclaré qu'elle souhaitait que la Syrie « reste laïque, unie et forte » et qu'elle ne « tolère pas que les étrangers détruisent notre mode de vie (...), que ce soit l'EI ou le gouvernement américain ». Dans l'interview, elle déclare que les rebelles syriens avaient des références démocratiques négligeables et, en réalité, appartenaient aux « Frères musulmans régressifs », que la Syrie est menacée par des forces extérieures et que « la chose à faire est de soutenir l'armée et le gouvernement et d'appeler à une réforme démocratique pacifique ».
Dans une interview avec Alex Jones sur InfoWars, à la suite de l'attaque chimique de la Ghouta en août 2013, elle laisse entendre que les rebelles seraient responsables du massacre,. Elle partage de la désinformation en ligne,.
Selon The Daily Beast en 2014 « malgré sa surveillance des ennemis d'Assad, malgré ses apparitions dans des médias favorables à Assad et malgré ses liens avec des pirates informatiques pro-Assad », Susli déclare qu'elle ne soutient pas le président Bachar el-Assad ni ses associés du Parti Baas. Dans une vidéo, elle déclare que des groupes comme le nouvel ordre mondial ont ciblé la Syrie d'Assad parce que le pays n'autorise pas les cultures génétiquement modifiées et n'a pas de banque centrale Rothschild.
Susli a déclaré au Daily Beast que le massacre de Houla en 2012 était l'œuvre des services de renseignement britanniques.
Avec Theodore Postol, Susli a rejeté les allégations selon lesquelles le régime syrien aurait utilisé des armes chimiques en 2017 à Khan Cheikhoun. Dans une vidéo YouTube, elle fait référence à des modélisations publiées par Postol suggérant que l'attaque chimique de Khan Cheikhoun, qui a tué 74 personnes, n'était pas l'œuvre du gouvernement Assad,. Lors d'un entretien avec Seymour Hersh pour le magazine Prospect, Steve Bloomfield a déclaré que Postol « a parlé de la façon dont il s'appuie pour son travail sur la Syrie sur... Susli ». Hersh a répondu qu'« il lui a parlé une fois sur un sujet ». Dans un article pour le site Web InfoWars d'Alex Jones, Susli a déclaré que les Casques blancs, le groupe de premiers intervenants, étaient responsables de l'attaque de Khan Cheikhoun. La confiance de Postol en l'expertise réputée de Susli s'est avérée gravement défectueuse selon Cheryl Rofer, une experte en armes chimiques consultée par Bellingcat,.

### Suspicion de faux compte
Après les empoisonnements de Segueï et Ioulia Skripal à Salisbury, en Angleterre, en mars 2018, le compte Twitter de Susli publie 2 300 twitts sur une période de 12 jours, auquel ont accédé 61 millions d'utilisateurs. Des analystes du gouvernement britannique ont tenu une conférence de presse informant qu'ils avaient conclu que le compte Twitter de Susli était « suspect et faisait partie d'une campagne de désinformation plus large ». Le Guardian décrit alors son compte comme étant un « bot russe », mais modifie ensuite son article en remplaçant « bot » par « compte ». Susli répond : « Je ne suis pas un robot, je suis un être humain ». Une vérification par Channel 4 conclut que Susli est une « vraie personne », à qui Twitter a attribué une vérification confirmant l'authenticité du compte et que l'affirmation selon laquelle son compte serait un bot « contrôlé directement par le Kremlin, semble être fausse ».